# Cannabis en Canadá

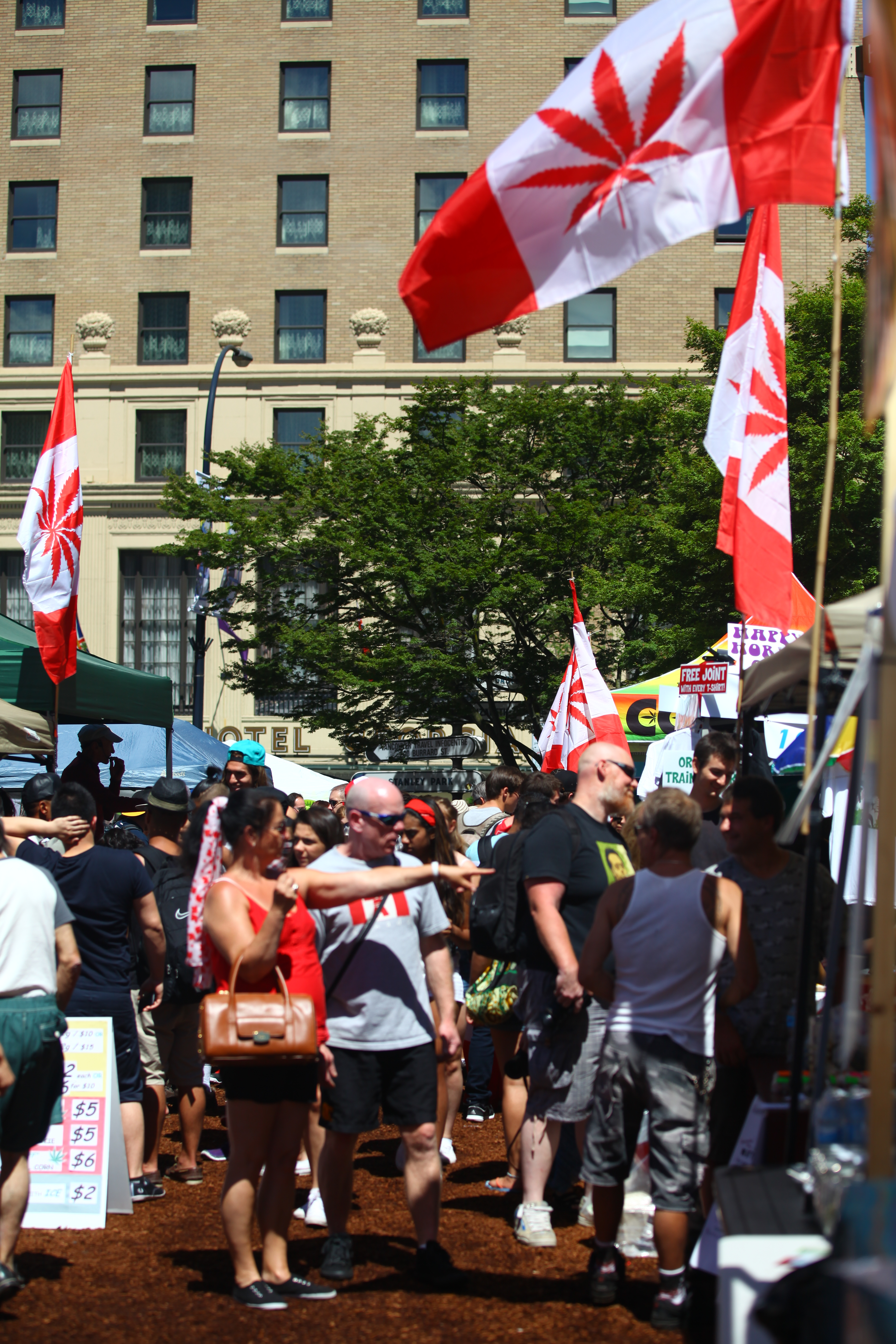
"Canada/Cannabis Day", 2014

El cannabis en Canadá es legal para fines medicinales y recreativos y solo bajo las condiciones descritas en el Access to Cannabis for Medical Purposes Regulations (ACMPR) del Ministerio de Salud canadiense (Health Canada), y para la producción de semillas, granos y fibras solo bajo licencias emitidas por dicho ministerio. En octubre de 2018, Canadá se convertirá en el segundo país del mundo (tras Uruguay) en legalizar oficialmente el consumo recreativo del cannabis.

## Historia
El cannabis fue prohibido por primera vez en Canadá en 1923, y el cannabis medicinal regulado se convirtió en legal en 2001. En respuesta a la opinión popular, Justin Trudeau, líder del Partido Liberal de Canadá se comprometió a legalizar el cannabis para uso personal mientras hacía campaña durante las elecciones federales de Canadá de 2015. Los Liberales ganaron las elecciones con 184 escaños, lo que permitió al partido formar un gobierno de mayoría con Trudeau como primer ministro. Su intención era eliminar la posesión de cannabis para consumo personal de la Ley de Control de Drogas y Sustancias; sin embargo, se promulgarían nuevas leyes para castigar en mayor medida a los condenados por el suministro de cannabis a menores y por el impedimento al conducir un vehículo de motor.
La legislación para legalizar el cannabis para uso recreativo (Cannabis Act, Bill C-45) fue aprobada por la Cámara de los Comunes a fines de noviembre de 2017. El 22 de marzo de 2018 aprobó una segunda lectura en el Senado, pero la votación final en esa Cámara no tuvo lugar hasta junio de 2018. El proyecto de ley sería efectivo en el verano de 2018, si es aprobado a tiempo por el Senado. Las provincias tendrán el poder de determinar el método de distribución y venta y cada uno también establecerá la edad legal para el consumo de cannabis. Se aplicará un impuesto indirecto, que se compartirá con las provincias y los territorios. Después de la legalización, las ventas anuales estimadas serán de CAD$ 4 mil millones (US $ 3.2b), de acuerdo con el gobierno federal.
El Senado de Canadá aprobó en junio de 2018 la legalización del cannabis. A partir del 17 de octubre, la producción y el consumo está permitida en el país. Así Canadá se ha convertido en el primer país del G20  en autorizar el libre consumo y producción de marihuana.